# Konisation
Bei einer Konisation handelt es sich um einen zumeist ambulant durchführbaren operativen Eingriff am Muttermund einer erwachsenen Frau. Dabei wird mit einem Skalpell, mittels Laser oder einer elektrischen Schlinge ein Gewebekegel (Konus, daher der Name Konisation) aus der Zervix (Gebärmutterhals) entnommen, der einen Teil der Portiooberfläche (Muttermundoberfläche) und des Zervikalkanales enthalten sollte. Bei Frauen in der Geschlechtsreife wird eine flache Konisation angeraten, bei Frauen in der Postmenopause eine spitze Konisation. Grund der Konisation ist gewöhnlich ein auffälliger Befund im Pap-Test, der sich unbehandelt zu Gebärmutterhalskrebs entwickeln könnte. Die histologische Beurteilung des gewonnenen Präparats erfolgt nach der CIN-Einteilung.

## Komplikationen
als Frühkomplikationen können auftreten:
- Blutungen (10 %)
- aszendierende Infektionen (1 %)

als Spätkomplikationen können auftreten:
- Störung der Spermienaszension
- Zervixinsuffizienz
- Stenosierung des Zervikalkanals durch Narbenbildung
- Frühgeburt bei bestehender Schwangerschaft